# Migé Amour
Migé Amour, eg. Mikko Henrik Julius Paananen, född 19 december 1974 i Helsingfors, är en finsk musiker, basist i HIM och Daniel Lioneye. Bildade HIM tillsammans med Ville Valo och Mikko Lindström.